# Chlorophytum bulbinifolium
Chlorophytum bulbinifolium är en sparrisväxtart som beskrevs av Hoell och Inger Nordal. Chlorophytum bulbinifolium ingår i släktet ampelliljor, och familjen sparrisväxter. Inga underarter finns listade i Catalogue of Life.